# Eduard Roschmann

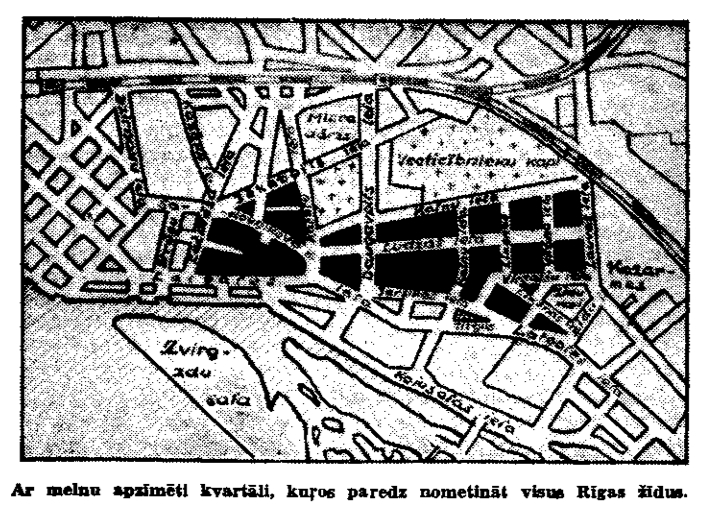
Mapa ghetta v Rize, zveřejněna v nacisty kontrolovaných novinách v Rize v roce 1941

Eduard Roschmann (25. listopadu 1908, Štýrský Hradec – 8. srpna 1977, Asunción) byl rakouský nacistický SS-Obersturmführer a velitel ghetta v Rize během roku 1943. Roschmann byl zodpovědný za početné vraždy a jiná zvěrstva. Díky ztvárnění v románu Odessa od Fredericka Forsytha a jeho následné filmové adaptaci byl Roschmann znám pod přezdívkou „Řezník z Rigy“.

## Raný život a kariéra
Roschmann se narodil 25. listopadu 1908 ve Štýrském Hradci ve čtvrti Eggenberg v Rakousku.
Roschmann byl právníkem v Štýrském Hradci. Byl synem ředitele pivovaru. Údajně pocházel z rakouského Štýrska z dobré rodiny. V letech 1927 až 1934 byl členem Vlastenecké fronty, která byla součástí rakouské domobrany („Heimatschutz“). V letech 1927 až 1934 byl spojován s organizací zvanou „Štýrské síly pro ochranu vlasti“. Roschmann strávil šest semestrů na univerzitě. Do roku 1931 byl zaměstnancem pivovaru a v roce 1935 vstoupil do státní služby. V roce 1938 vstoupil do nacistické strany a následujícího roku do SS. V lednu 1941 byl přiřazen k bezpečnostní policii Sicherheitspolizei – Sipo.

## Válečné zločiny v Lotyšsku
V rámci SS byl Roschmann přiřazen k Bezpečnostní službě (Sicherheitsdienst), často označované německými iniciálami SD. Po německé okupaci Lotyšska za druhé světové války se SD usadila v Lotyšsku s cílem vyvraždit všechny Židy v zemi a za tímto účelem zřídila ghetto v Rize.

### Struktura ghetta v Rize
Ghetto v Rize před okupací Lotyšska německými ozbrojenými silami neexistovalo. Židé předtím žili v celé Rize. Samotné ghetto bylo výtvorem SD. Ghetto bylo obklopeno plotem z ostnatého drátu a hlídáno ozbrojenými strážemi, díky čemuž se v podstatě jednalo o velké a přeplněné vězení. Ačkoli se o ghettu v Rize běžně hovoří jako o jednom celku, ve skutečnosti bylo jednotným vězením jen velmi krátkou dobu na podzim roku 1941. Poté bylo rozděleno na tři ghetta.
Prvním ghettem bylo Lotyšské ghetto, někdy nazývané také jako „Velké ghetto“, které existovalo pouhých 35 dní, od konce října do 30. listopadu 1941. Do ghetta byli nahnáni muži, ženy a děti, kteří zde alespoň krátkou dobu žili jako rodiny. Dne 30. listopadu a 8. prosince 1941 bylo z ghetta násilně vyvedeno 24 000 Židů, kteří byli zastřeleni v nedalekém lese Rumbula. Kromě masakru v Babím Jaru to byl největší dvoudenní masakr v rámci genocidy až do vybudování vyhlazovacích táborů v roce 1942. Několik tisíc lotyšských Židů, většinou mužů, kteří nebyli zastřeleni v Rumbule, bylo uzavřeno na mnohem menším území bývalého Lotyšského ghetta. To se stalo známým jako mužské ghetto; asi 500 lotyšských židovských žen, které nebyly vybrány k vyvraždění, bylo podobně uzavřeno do přilehlého, ale odděleného a menšího ghetta, známého jako ženské ghetto.
Několik dní po masakru ze dne 8. prosince začaly do Rigy přijíždět vlaky s Židy z Německa, Rakouska a Československa, kteří byli až na důležité výjimky ubytováni v části bývalého Lotyšského ghetta, které se později stalo známým jako Německé ghetto.

### Účast na akci Dünamünde
V březnu 1942 německé úřady spravující ghetto v Rize a koncentrační tábor Jungfernhof zavraždily okolo 3740 německých, rakouských a českých Židů, kteří byli deportováni do Lotyšska. Oběťmi byli převážně starší, nemocní a nemohoucí lidé a děti. Tito lidé byli oklamáni v domnění, že budou převezeni do nového a lepšího táborového zařízení v oblasti nedaleko Rigy, zvané Dünamünde. Ve skutečnosti žádné takové zařízení neexistovalo, záměrem bylo oběti převézt k masovým hrobům v lesích severně od Rigy a zastřelit je.
Podle přeživší Edith Wolffové byl Roschmann jedním ze skupiny esesáků, kteří selektovali osoby určené k „transportu“ do Dünamünde. (Dalšími členy selekční skupiny byli Rudolf Lange, Kurt Krause, Max Gymnich, Kurt R. Migge, Richard Nickel a Rudolf Seck.) Wolffová uvedla, že selekci prováděli pouze „významní lidé“ a nebyla si jistá, zda tohle dělal i Migge, Seck a Nickel.

### Jmenování velitelem ghetta
Od ledna 1943 se Roschmann stal velitelem ghetta v Rize. Jeho přímým předchůdcem byl Kurt Krause. Přeživší popisovali Krause jako „sadistu“, „zrůdu“ a „psychopata“. Roschmannovy metody se od Krauseho lišily. Na rozdíl od Krause, Roschmann nepopravoval pachatele na místě, ale ve většině případů je posílal do Ústřední věznice v Rize. Není jisté, zda to dělal proto, protože měl výčitky svědomí z vražd. Poslání do věznice bylo v nejlepším případě jen krátkou úlevou, protože podmínky v ní byly kruté.
V té době měl Roschmann poměrně nízkou hodnost Unterscharführer. U Roschmanna se rozlišují různé hodnosti. Podle profesora Andrievse Ezergailise a spisovatele Maxe Kaufmanna měl hodnost SS-Unterscharführer. Podle přeživší Gertrudy Schneider byl SS-Obersturmführer, tedy vyšší hodnost. Schneider se nezmiňuje o žádném povýšení Roschmanna.

### Vraždy a další trestné činy
Historici Angrick Andrej a Klein Peter uvádějí, že kromě masových vražd se holokaust v Lotyšsku skládal také z velkého počtu individuálních vražd.

Angrick a Klein označují Roschmanna mimo jiné jako zodpovědnou osobu za tyto jednotlivé vraždy. Historička Gertruda Schneider, která přežila Německé ghetto, uvedla, že je jisté, že byl Roschmann vrah, protože by se jinak nedostal tak vysoko v jednotkách SS. Jednou ze zdokumentovaných vražd, kterou Roschmann spáchal za asistence svých podřízených Scharführera Maxe Gymnicha a Kurta Miggeho, byla vražda Arthura Kaufmanna, sedmnáctiletého syna Maxe Kaufmanna, který později napsal jednu z prvních historických knih o holokaustu v Lotyšsku. Rozkaz k provedení této vraždy vydal sám Roschmann. Kaufmann sám popsal vraždu, k níž došlo, když byli oba umístěni mimo ghetto v pracovním táboře Sloka, kde měli mimo jiné za úkol kácet rašelinu:
Dne 20. května 1943 přišel do Sloky velitel našeho ghetta Roschmann společně se svým adjutantem a mužem z SD Miggem. Provedli inspekci celého pracovního tábora a při této příležitosti zjistili, že můj syn a bratři Mordchelewitz hromadí tuk. Protože všichni členové pracovní čety pracovali, nebyl této kontroly nikdo přítomen. Krátce nato byli všichni tři odvedeni a postaveni stranou k vozidlu vrahů. Přikázali jim, aby si sundali boty a od této chvíli „viníci“ věděli, že budou zastřeleni. Bratři Mordchelewitz se pokusili o útěk. Dozorci se za nimi rozběhli a zastřelili je. Naproti tomu se můj syn zachoval jako hrdina. Byl příliš hrdý na to, aby prosil o milost. Byl okamžitě zabit střelou do týlu. Když se večer všichni vrátili z práce, nálada byla velmi špatná. Můj syn byl oblíbencem pracovní čety a jeho smrt byla hluboce oplakávána. 
Potraviny pro obyvatele ghetta byly přísně na příděl a obecně jich byl nedostatek. Bylo běžné, že Židé, kteří měli přidělenou práci, získávali a pokoušeli se do ghetta propašovat další potraviny. Z tohoto a dalších důvodů byly u všech vracejících se pracovníků prováděny prohlídky, ačkoli se ve skutečnosti prováděly jen ojediněle. Když k prohlídkám došlo, byli ti, kdo potraviny pašovali, nuceni se jich vzdát dřív, než u nich byly nalezeny, což byl závažný přestupek. Roschmann a jeho pomocník Max Gymnich se v doprovodu vycvičeného psa zapojili do pátrání po pašovaných potravinách, které zahrnovalo prohlídky kuchyní v ghettu a opět nutili lidi, aby se zbavovali pašovaných potravin, i když se je právě chystali sníst. Přeživší Nina Ungarová vyprávěla o incidentu v pracovním táboře v Olaine, kde Roschmann našel u jednoho z lotyšských Židů tři vejce a nechal ho okamžitě zastřelit. Kaufmann popisuje incident, pravděpodobně stejný, na který odkazuje Ungarová, kdy Roschmann při návštěvě pracovního tábora Olaine s Gymnichem v roce 1943 našel zpěváka jménem Karp s pěti vejci a nechal ho okamžitě zastřelit.
Roschmann spolu s Krausem, který už sice nebyl velitelem ghetta, ale byl po ruce jako velitel koncentračního tábora Salaspils, vyšetřovali odbojové spiknutí Židů, kteří chtěli uskladnit zbraně ve staré prachárně v Rize, známé jako Pulverturm. Výsledkem byla poprava několika set vězňů, které Kaufmann označil za „naše nejlepší mladé lidi“.
V době, kdy byl velitelem ghetta, se Roschmann zapojil do práce v armádním autoparku (Heereskraftpark). To bylo považováno za výhodné pracovní zařízení pro Židy, protože se jednalo o kvalifikovanou práci (automechanik) potřebnou pro německou armádu, což Židům poskytovalo určitou ochranu před likvidací, a také řadu příležitostí k „organizování“ (tj. k nákupu, výměně nebo krádeži) pašovaných potravin a dalších věcí. Židé v autoparku benefitovali z toho, že německý velitel, vojín první třídy (Obergefreiter) Walter Eggs byl zkorumpovaný a chtěl využít Židy pod svým vedením ke zbohatnutí. V důsledku toho bylo možné získat lepší zacházení, alespoň na dobu, když Eggersovi zaplatili úplatky. Roschmann zaslechl zvěsti o „dobrém životě“ a pokusil se tomu zabránit tím, že některé pracovníky umístil do jedné z věznic, nebo je převezl do koncentračního tábora Kaiserwald.
Sám Roschmann se nebránil přijímání úplatků, nebo alespoň předstírání, že úplatky přijímá. V jednom případě se jistý švec, jehož dvě děti byly v důsledku Roschmannova vyšetřování uvězněny v rižských věznicích, pokusil zajistit jejich propuštění tím, že Roschmannovi zaplatil velké množství zlatých mincí. Roschmann mince přijal, ale děti nepropustil.

### Akce mimo ghetto
Roschmann byl později přesunut do pracovního tábora Lenta, zařízení nucených prací v oblasti Rigy, kde byli Židé ubytování přímo na pracovišti. Původně se toto zařízení nacházelo na Washingtonově (Ludendorffově) náměstí v Rize a bylo známé jako pracovní oddíl „Gestapo“. Pracovní tábor Lenta byl považován za oblíbené pracovní zařízení. Původní německý velitel Fritz Scherwitz se rozhodl, že vydělá hodně peněz zapojením vysoce kvalifikovaných Židů do krejčovství. Scherwitz se snažil Židy v pracovním táboře Lenta chránit. To se změnilo, když se Roschmann stal velitelem Lenty. Podle Kaufmanna: 
Zá vlády Roschmanna prožívali vězni v táboře obzvlášť těžké časy. Proto někteří vězni utekli do Dobele v Kursku. Jako kolektivní trest byly krásné šedé obleky pruhovány bílou olejovou barvou, mužům byl vyholen pruh uprostřed hlavy a všem ženám byly ostříhány vlasy. Ostatní byli zatčeni, posláni do vězení a tam zavražděni. 
Roschmann se podílel na snaze Akce 1005 zakrýt důkazy o nacistických zločinech v Lotyšsku exhumací a spálením těl obětí četných masových poprav v oblasti Rigy. Na podzim 1943 se Roschmann stal velitelem Stützpunkt Komanda, pracovního oddílu vězňů, který měl za úkol vykopat a spálit těla desetitisíců lidí, které nacisté zastřelili a pohřbili v lotyšských lesích. Přibližně každé dva týdny byli muži z Stützpunkt Komanda zastřeleni a nahrazeni novou skupinou vězňů. Muži pro toto Komando byli vybíráni jak z koncentračního tábora Kaiserwald, tak z několika zbývajících lidí z ghetta v Rize.
Historik Andrievs Ezergailis uvádí, že velitelem Stützpunkt Komanda byl jistý Hasselbach, důstojník SS, přičemž o Roschmannovi se nezmiňuje. Jako svůj zdroj uvádí svědka Franze Leopolda Schlesingera, který koncem 70. let, tedy téměř po 35 letech, vypovídal v západoněmeckém procesu s Viktorem Arajsem. Schlesinger si podle všeho zase pouze „myslel“, že velitelem byl Hasselbach.
Roschmann je někdy označován za velitele koncentračního tábora Kaiserwald, který se nacházel na severu Rigy. Kaufmann však jako velitele koncentračního tábora Kaiserwald uvádí esesáka Alberta Sauera, který měl hodnost SS-Obersturmbannführera.

Přeživší Jack Ratz, lotyšský Žid, se v 17 letech setkal s Roschmannem v pracovním táboře Lenta. Podle Jacka:
Protože jsem pracoval v kuchyni, stal jsem se „chemikem“. Vzal jsem koňské sádlo, hovězí sádlo a slaninu, roztavil je spolu s cibulí a vytvořil mazání na chléb. Jednoho dne přišel do kasáren Roschmann se svým psem. Pes ucítil něco neobvyklého a zatáhl svého pána k mé skříňce, kde jsem měl schované jídlo. Roschmann mě donutil, abych všechno jídlo ze skříňky vysypal, a zavolal doktora z vedlejší budovy, aby jídlo ochutnal a zjistil, proč tak nezvykle páchne.
Doktor, který byl mým přítelem, protože jsem mu často dodával jídlo navíc, na mě mrkl, když jídlo ochutnal, a oznámil, že zápach pochází z cibule. Roschmann chtěl ovšem vědět, jak se stalo, že mám ve skříňce tolik jídla a tuků, protože příděl jídla stačil nanejvýš na jeden nebo dva dny. Řekl jsem mu, že jídlo nebylo jen moje, ale že jsem držel i příděly pro svého otce a jeho přítele.
Pak přikázal policejnímu náčelníkovi, německému Židovi, aby mého otce přivedl do kuchyně. Otec musel seběhnout několik pater po schodech, aby nacista nemusel dlouho čekat. Na otázku, co dělá se svým přídělem jídla, mu můj otec bez váhání odpověděl: „Já?“, Všechno moje jídlo dostává můj syn. Nacista odešel a já jsem tentokrát vyšel jako vítěz se zachováním života. Opět jsem byl zachráněn před popravčí četou, tentokrát díky otcově pohotovému uvažování.

## Charakter
Podle historičky Gertrudy Schneider, která přežila ghetto v Rize, byl Roschmann jednoznačně vrah, ale nebyl jednotně krutý. Zaznamenala případ, kdy Kraus, Roschmannův předchůdce ve funkci velitele, nechal popravit Johanna Weisse, vídeňského právníka a veterána z první světové války, za to, že ukrýval peníze v rukavici. O rok později, když byl Roschmann velitelem, ho vdova a dcera požádaly, aby jim povolil židovský zvyk navštěvovat hrob. Roschmann jim vyhověl.
Schneider při popisu tohoto incidentu charakterizovala Roschmanna jako „toho nejzvláštnějšího esesáka“. Podle Schneider Roschmann nařizoval posílat do nemocnice v ghettu jídlo, které zůstalo při pátrání po kontrabandu. Schneider vadila zejména Roschmannova moderní přezdívka takzvaného „Řezníka z Rigy“. Až do vydání Forsythovy knihy v roce 1972 byl Herberts Cukurs, slavný lotyšský pilot, osobou známou jako „Řezník z Rigy“ v důsledku svých činů během okupace Lotyšska v letech 1941–1944.
Jiná svědectví však Roschmannovi přisuzují horší roli. Historik Bernard Press, lotyšský Žid, kterému se podařilo ukrýt mimo Rigu a vyhnout se uzavření v ghettu, popisuje Krause, Gymnicha a Roschmanna jako osoby, které se podílely na náhodném střílení lidí. Press popisuje případ, kdy byla žena odsouzena k trestu smrti za „nezákonnou korespondenci“ s přítelem v Německu. Roschmann ji nechal zavřít do Ústřední věznice, kde ve skutečnosti nebyla popravena, ale propuštěna na základě doporučení Krause, který předtím chtěl, aby se žena stala jeho milenkou.

Také Max Michelson popsal Roschmanna, Rudolfa Langeho a Krause jako „notorické sadisty“. Michelson, který přežil ghetto v Rize, popsal Roschmanna:
Když byl Krause počátkem roku 1943 nahrazen Roschmannem, byli jsme rádi, že jsme se toho šílence konečně zbavili. Roschmann, právník, byl skutečně uvážlivější, méně náchylný k reakcím, při nichž by své oběti zabíjel na popud. Roschmann byl však opatrný a pečlivý vyšetřovatel, který uvěznil, vyslechl a zatkl mnohem více lidí, než Krause. V důsledku toho se naše situace nezlepšila a počet lidí zabitých za Roschmanna byl ještě větší, než za Krause. 
Max Kaufmann, který přežil Lotyšské ghetto, přirovnal Roschmanna ke Krausemu a došel k podobnému závěru jako Max Michelson:
Krause, psychopat a sadista, jednal náhle a spontánně, vynesl rozsudky bez podrobného vysvětlení situace a okamžitě je vykonával. Roschmann dlouho uvažoval, důkladně vyšetřoval, a tak strhával k záhubě další a další lidi.

## Útěk z Lotyšska
V říjnu 1944 z obavy před blížícími se sovětskými vojsky uprchl personál SS z koncentračních táborů v Lotyšsku po moři z Rigy nebo Liepāji do Gdaňsku, přičemž s sebou vzal několik tisíc vězňů z koncentračních táborů, z nichž mnozí plavbu nepřežili.

## Útěk do Argentiny
V roce 1945 byl Roschmann ve Štýrském Hradci zatčen, ovšem později propuštěn. V roce 1947 se Roschmann skrýval jako obyčejný válečný zajatec a tím dosáhl propuštění z vazby. Poté se však stal nerozvážným a navštěvoval svou ženu ve Štýrském Hradci. Za pomoci bývalých vězňů koncentračního tábora byl rozpoznán a zatčen britskou vojenskou policií. Roschmann byl poslán do koncentračního tábora Dachau, který byl přeměněn na vězeňský tábor pro obviněné válečné zločince. Roschmannovi se podařilo z této vazby uprchnout. V roce 1948 se Roschmannovi podařilo uprchnout z Německa. Na propustku poskytnutou Mezinárodním červeným křížem odcestoval nejprve do italského Janova a odtud lodí do Argentiny. V tomto úsilí Roschmannovi pomáhal Alois Hudal, silně pronacistický biskup katolické církve. Roschmann přijel do Argentiny 10. února 1948, nebo 2. října 1948 (2. 10. 1948 nebo 10. 2. 1948, v závislosti na použití zastoupení data a času podle země). V Buenos Aires založil firmu zabývající se dovozem a vývozem dřeva. V roce 1955 se Roschmann v Argentině oženil, ačkoli se se svou první ženou nerozvedl. Druhá manželka ho opustila v roce 1958; manželství bylo později prohlášeno za neplatné. V roce 1968 se pod jménem „Frederico Wagner“ (někdy uváděným jako „Federico Wegener“) stal argentinským občanem.

## Trestní obvinění
V roce 1959 byl na Roschmanna v Německu vydán zatykač kvůli obvinění z bigamie. V roce 1960 vydal trestní soud ve Štýrském Hradci zatykač kvůli obvinění z vražd a závažného porušování lidských práv v souvislosti s vraždou nejméně 3000 Židů v letech 1938–1945, dohledem nad nucenými pracemi v Auschwitzu a vraždou nejméně 800 dětí mladších deseti let. Poválečný rakouský právní systém však nebyl účinný při zajišťování návratu Rakušanů, kteří uprchli z Evropy, k soudnímu řízení a proti Roschmannovi nebylo na základě tohoto obvinění nikdy zahájeno trestní řízení. V roce 1963 vydal okresní soud v Západním Německu v Hamburku na Roschmanna zatykač. To se nakonec ukázalo jako vážnější hrozba pro Roschmanna.

## Jednání o vydání
V říjnu 1976 podalo západoněmecké velvyslanectví v Argentině žádost o vydání Roschmanna do Německa, aby čelil obvinění z mnohonásobných vražd Židů během druhé světové války. Stalo se tak na základě žádosti západoněmeckého státního zastupitelství v Hamburku. Žádost byla znovu podána v květnu 1977. Dne 5. července 1977 vydala kancelář argentinského prezidenta tiskovou zprávu, která byla zveřejněna v argentinském tisku, že žádost zváží, přestože neexistuje žádná smlouva o vydávání osob s Západním Německem. Tato zpráva prý byla překvapením jak pro argentinské ministerstvo zahraničí, tak pro západoněmecké velvyslanectví. Argentinské velvyslanectví neobdrželo žádost o zatčení Roschmanna. V době vydání zprávy nebyl ještě ve skutečnosti zatčen.
V té době byla řada Němců zatčena argentinskou vládou, která v té době byla pod vojenskou kontrolou a čelila obvinění před vojenskými soudy. Argentinská vláda rovněž nezodpověděla otázku smrti západoněmeckého občana za neobvyklých okolností, které zřejmě souvisely s vedením tzv. Špinavé války, kterou argentinská vláda tehdy vedla proti údajným teroristům v zemi. Západoněmecká vláda to považovala za porušení mezinárodních smluvních závazků. Kromě toho byl v té době zatčen a držen v izolaci významný argentinský novinář Jacobo Timmerman, Žid, a to za okolností, které vzbuzovaly obavy, že byl ve vazbě „vystaven špatnému zacházení“.
Roschmann poté uprchl do Paraguaye.

## Smrt
Roschmann zemřel 8. srpna 1977 v paraguayském Asunción. Tělo nebylo zpočátku identifikováno a objevovaly se otázky, zda je mrtvý skutečně Roschmann. Na těle byly doklady na jméno „Federico Wegener“, známé Roschmannovo krycí jméno, chyběly mu dva prsty na jedné noze a tři na druhé, což odpovídalo Roschmannovým známým válečným zraněním. Emilio Wolf, majitel lahůdkářství v Asunción, který byl Roschmannovým vězněm, pozitivně identifikoval tělo Roschmanna. Simon Wiesenthal byl však k této identifikaci skeptický a tvrdil, že muž odpovídající Roschmannovu popisu byl spatřen v Bolívii jen o měsíc dříve. „Zajímalo by mě, kdo za něj zemřel?“ řekl Simon Wiesenthal.